# Дінора Фігера
Дінора Фігера (21 квітня 1961 , Арагуа ) —  венесуельський лікар і політик. Нинішній депутат і голова IV Національної асамблеї Венесуели у вигнанні в Іспанії.

## Кар'єра
Дінора Фігера, народилася в Арагуа, була студентським лідером у Центральному університеті Венесуели, де здобула спеціальність хірург в 1991 році. 
Будучи членом партії «Радикальна справа», вона була заступником секретаря муніципалітету Лібертадор у Каракасі в 1993 — 1996 роках під час мерства Арістобуло Істуріса. 

Вона була значимою особою під час протестів у Венесуелі 2017 року. 

## Голова Національних зборів
Фігера була обрана депутатом від Каракаса в III Національній асамблеї та від Арагуа в IV Національній асамблеї. 

Здобула притулок в Іспанії після втечі з Венесуели через французьке посольство в Каракасі.
5 січня 2023 року Фігера була обрана головою IV Національної асамблеї, хоча вона залишається у вигнанні. 
Фігера була обрана замість опозиціонера Хуана Гуайдо. 

Після її обрання головою уряд Венесуели видав ордер на її арешт. 

В інтерв’ю Reuters Фігера сказала, що вона впевнена, що адміністрація Байдена захистить активи Citgo і майже 2 мільярди доларів у золоті, що уряд Венесуели зберігає у Банку Англії, і це питання було суперечкою між урядом Мадуро і опозицією. 